# Olympische Jugend-Sommerspiele 2010/Teilnehmer (Guinea)
| Gelbes Symbol für Goldmedaillen mit stilisierten Olympischen Ringen | Graues Symbol für Silbermedaillen mit stilisierten Olympischen Ringen | Braundes Symbol für Bronzemedaillen mit stilisierten Olympischen Ringen |
| ------------------------------------------------------------------- | --------------------------------------------------------------------- | ----------------------------------------------------------------------- |
| —                                                                   | —                                                                     | —                                                                       |

Die Jugend-Olympiamannschaft aus Guinea für die I. Olympischen Jugend-Sommerspiele vom 14. bis 26. August 2010 in Singapur bestand aus drei Athleten.

## Athleten nach Sportarten

### Leichtathletik
Jungen
- Oumar Diallo
100 m: 25. Platz

### Ringen
Mädchen
- Aminata Souare
Freistil bis 60 kg: 9. Platz

### Schwimmen
Jungen
- Mohamed Camara
50 m Brust: 14. Platz